# EXOC1
EXOC1‏ (Exocyst complex component 1) هوَ بروتين يُشَفر بواسطة جين EXOC1 في الإنسان.